# 南小柿洲吾
南小柿 洲吾（みながき しゅうご 、弘化2年2月5日（1845年3月12日） - 1917年10月27日）は、日本の医師、牧師。南小柿が残した文書は貴重な歴史的資料として横浜開港資料館に展示されている。。

## 生涯

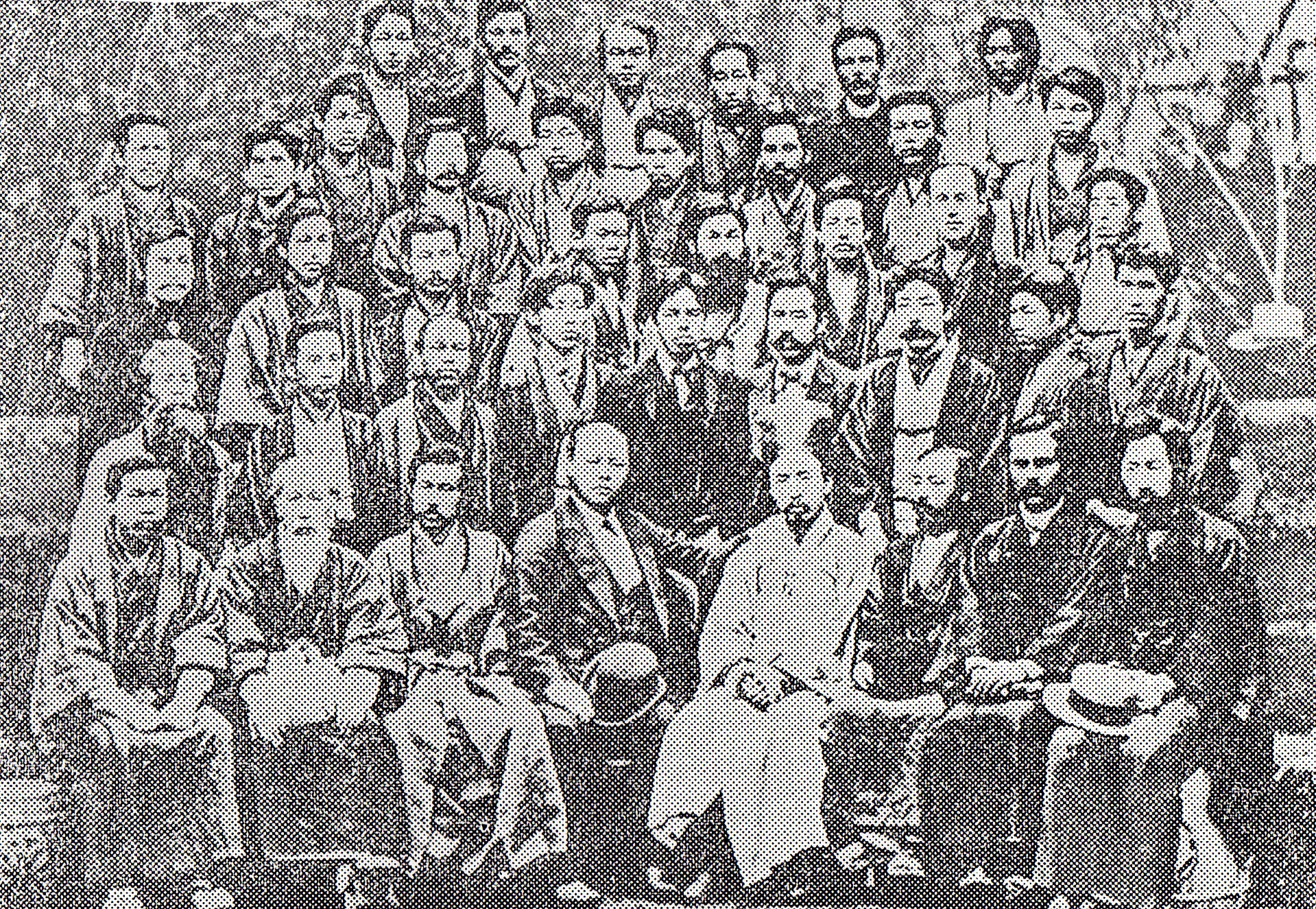
1883年第三回全国基督信徒大親睦会の幹部の記念写真、南小柿は最後列の右から2人目

美濃国の蘭方医南小柿浦祐宗宅の子として生まれ、宗宅の名を継ぎ山城淀藩の藩医になる。
1874年（明治7年）6月、カナダ・メソジスト教会の宣教師ジョージ・コクランより洗礼を受ける。その後、長老派に移り、J. C. ヘボンにより形成され、ヘンリー・ルーミスが仮牧師に就任した横浜第一長老教会（住吉教会、横浜指路教会）の初代長老に就任する。
1875年（明治8年）、小南柿は石原保太郎、原猪作、篠原誾三、角谷省吾らと築地六番神学校を受験する。
1876年（明治9年）9月11日に横浜市住吉町2丁目の土地を個人で購入し、その土地に住吉教会の会堂を建設する。
そして住吉教会（現、日本基督教団横浜指路教会）の牧師となる。1883年（明治16年）5月には第三回全国基督教信徒大親睦会に幹部として参加し、植村正久や内村鑑三と一緒に写真に写っている。
更に、群馬県高崎で伝道をしてから、名古屋教会牧師に就任する。1891年（明治24年）7月20日に南長老教会宣教師のC・K・カミングの招きにより、日本基督教会（現、日本キリスト教会）岐阜教会の初代牧師に就任する。
しかし、1898年（明治31年）に日本美普教会に転籍する。
静岡、江尻、東京目白台の各教会の牧師を歴任した。墓所は東京雑司ヶ谷にある。